# 武威盆地
武威盆地以内蒙古自治区阿拉善盟苏海图为地理中心，边界由西北的雅布赖山、西南的祁连山、东部由阴山余脉和贺兰山组成。武威盆地属于阿拉善板块，东西长300公里，南北宽100公里，总面积27500平方公里。盆地大多为沙漠覆盖，西北部有民勤绿洲，沙漠中多月亮泉和星状绿洲。